# باتريك غيراغتي
باتريك غيراغتي هو فلاح وسياسي أمريكي، (و. 1843  م). انتخب عضو جمعية ولاية ويسكونسن ‏.